# Léon Le Minor
Léon Le Minor est un microbiologiste français, né le 16 avril 1920 à Pont-l'Abbé et mort le 21 avril 2021 à Saint-Rémy-lès-Chevreuse, chef de laboratoire à l'Institut Pasteur, surtout connu pour ses travaux sur les entérobactéries, et plus particulièrement les salmonelles.

## La Carrière
Léon Le Minor est né le 16 avril 1920 à Pont-l'Abbé, dans le Finistère en pays Bigouden et mort le 21 avril 2021. Après des études secondaires à Quimper, au collège de La Tour d'Auvergne, devenu lycée de Cornouaille, il s'inscrit à l'École préparatoire de médecine et de pharmacie de Tours, actuelle faculté de médecine. En 1940, il est externe à l'hôpital Bretonneau, aujourd'hui rattaché au CHRU. L'année suivante, il réussit au concours de l'internat et, en 1943, il entre à l'Institut Pasteur où, ayant obtenu son doctorat en médecine avec un prix de thèse, il est promu assistant en 1945, chef de laboratoire en 1948, chef de service du service des entérobactéries en 1959, puis professeur (1977), et enfin Professeur honoraire depuis 1990.
Parallèlement, Léon Le Minor poursuit une carrière au Centre national des Salmonella, dont il est nommé responsable en 1947, puis au Centre international des Salmonella, organisme dépendant de l'Organisation mondiale de la santé (OMS), à la direction duquel il accède en 1965, année où il obtient le doctorat en sciences naturelles pour un travail « sur la conversion bactériophagique de caractères antigéniques des salmonelles », deux prix Nobel faisant partie du jury : François Jacob et André Lwoff.
Il enseigne également à l'université, comme maître de conférences agrégé (1958) et professeur sans chaire (1967) des facultés de médecine, puis comme titulaire de la chaire de bactériologie-virologie (1970), professeur émérite (1989) et professeur honoraire de la faculté de médecine Necker-Enfants malades.
En 1952, Léon Le Minor est élu membre du sous-comité de l'Association internationale des sociétés de microbiologie et, en 1957, il assure le secrétariat général de la Société française de microbiologie (1963-1974). Enfin, dans les années 1960, travaillant à l'Institut national de la santé et de la recherche médicale (Inserm), il participe à la commission de la bactériologie et de la virologie avant d'assurer, de 1977 à 1994, la direction de l'unité de recherche 199 sur les entérobactéries, intitulée successivement « Taxonomie des entérobactéries, bactéries et leurs bactériophages » (1977-1980), « Entérobactéries et bactéries apparentées » (1980-1990) et « Bactéries entériques et pathogénie » (1990-1994).
L'Académie de médecine dont il est membre depuis 1983 lui a décerné sa médaille d'argent en 1947 et son prix Docteur-Darolles en 1978, et l'Académie des sciences, son prix La Caze en 1958. En 1965, il reçoit le prix Paul-Ehrlich-et-Ludwig-Darmstaedter. Il est fait chevalier de l'ordre de la Santé publique en 1955, puis commandeur de l'ordre national du Mérite et, en 1968, officier de la Légion d'honneur.

## L'Œuvre
Dans les années 1940, Le Minor réussit à isoler et à caractériser un grand nombre de salmonelles. Il devient l'un des spécialistes les plus autorisés de la taxinomie des Salmonella dont, aujourd’hui, plus de 2 500 sérotypes ont été identifiés. Il établit, dans les années 1950, le rôle des entérobactéries, et notamment d'Escherichia coli, dans l'étiologie des diarrhées. Il est l'un des premiers à appliquer les méthodes de recherche biochimique par le polymorphisme de longueur des fragments de restriction (PLFR), avec Patrick Grimont, et par le catalogue analytique des profils (API), avec Claude Richard.
Dès 1943, dans le Service des Vaccins Anti-bactériens de Antoine Bonnefoi, le rôle de Léon Le Minor était de préparer le vaccin anti-typhoparatyphoïdique. Pour cela, il a collectionné des souches, comparé leurs propriétés biochimiques, antigéniques et leur pouvoir immunisant. Cela l'amena à rechercher les Salmonella dans les selles des malades, à comparer les milieux d'isolement et mettre au point des méthodes utilisables en milieu hospitalier. Il en fit sa thèse de médecine (1945). Devenu le spécialiste des Salmonella, le Ministère de la Santé reconnaissait son activité en 1947 en lui confiant le Centre des Salmonella qui devint Centre Français des Salmonella et enfin Centre National de Référence des Salmonella.
L'après-guerre vit éclore des épidémies de crèche à colibacilles et Léon Le Minor et son épouse Simone Le Minor entreprirent de nombreuses enquêtes épidémiologiques (37 articles publiés). Le centre d'intérêt du laboratoire s'étend à toutes les Entérobactéries et ils mettent au point la technique de la coproculture qui permet d’isoler un grand nombre de Salmonella, notamment dans les services de pédiatrie, à une époque où la fréquence de ces agents pathogènes infectieux était très mal connue.
Dans les années 1950, Léon Le Minor et ses collaborateurs étudient des types particuliers d’Escherichia coli, entéropathogènes, responsables d’épidémies de gastro-entérites chez le nourrisson. Ils apportent des données essentielles sur ces bactéries (propriétés biochimiques, spectre de résistance aux antibiotiques, diagnostic rapide par immunofluorescence), permettant aux cliniciens d’employer les thérapeutiques et les mesures préventives les mieux adaptées. Plusieurs tests sont mis au point avec Claude Richard ou Jean Buissiere (phénylalanine désaminase, tryptophane désaminase, lysine décarboxylase, bêta-galactosidase, tétrathionate réductase, nitrate réductase, gélatinase, bêta-glucuronidase, gamma-glutamyltransférase).
Les progrès de la biochimie, puis de la biologie moléculaire, permettent ensuite le développement des recherches en taxonomie, reposant sur l'étude des caractères phénotypiques et génomiques. C'est dans le laboratoire de Léon Le Minor que sont mises au point, pour l'essentiel, les méthodes modernes de taxonomie/phylogénie bactérienne, telles que la technique RFLP (polymorphisme de longueur des fragments de restriction), avec Patrick Grimont, et l'identification biochimique systématisée dont sont nées les plaques API (Analytical Profil Index), avec Claude Richard.
De 1949 à 1964, il décrivit 114 nouveaux sérotypes validés par Fritz Kauffmann au Centre International des Salmonella à Copenhague. À la retraite de Fritz Kauffmann, l'OMS confie la responsabilité de ce centre international à Léon Le Minor. Le schéma de Kauffmann-White contenait 1 130 sérotypes et les efforts de Léon Le Minor amenèrent cette liste à 2 360 sérotypes en 1989.
Certains facteurs antigéniques semblant instables, Léon Le Minor chercha à en connaître le déterminisme génétique et découvrit le rôle des bactériophages. La conversion lysogénique de certains sérotypes fera l'objet de sa thèse de Sciences soutenue en 1965 devant MM. François Jacob, André Lwoff et Schaeffer.
Plus tard, il montrera qu'un plasmide est responsable du caractère lactose de certaines souches de Salmonella et de la production d'H2S chez des colibacilles. Il suggéra à Philippe Sansonetti de rechercher si la perte irréversible de la virulence de Shigella sonnei, liée à un changement de phase antigénique et d'aspect des colonies, ne serait pas due à la perte d'un éventuel plasmide. Ce fut le point de départ d'une aventure remarquable de pathogénie moléculaire conduite par Philippe Sansonetti. Voyant aussi l'intérêt des méthodes moléculaires, Léon Le Minor encouragea Michel Popoff, Francine et Patrick Grimont à développer les techniques d'hybridation des ADN ou le typage moléculaire des souches (ribotypie).
Son petit livre « Diagnostic de laboratoire des Entérobactéries » était un « best-seller ». En 44 ans, Léon Le Minor publia 380 articles scientifiques essentiellement consacrées aux Salmonella et autres Entérobactéries. 
Léon Le Minor est le seul chercheur français dans la seconde moitié du XXe siècle que le comité international de taxonomie ait reconnu (1981) en nommant deux espèces bactériennes nouvellement identifiées et caractérisées (ancien groupe 57) d'après son nom (genre) et celui de deux de ses élèves/collaborateurs (espèce) : Leminorella grimontii et Leminorella richardii (deux entérobactéries commensales de l'intestin régulièrement retrouvées comme responsables d'infections nosocomiales).

### Sélection d’articles
- 1951 : (en) « Bacteriology and Immunology of Salmonella typhimurium Infections », La Semaine des hôpitaux, vol. 27,‎ 1951, p. 623-625, avec J. Marie, P. Seringe et E. Eliachar.
- 1952 : (en) « Passive Hemagglutination Reaction and Direct Hemolysis Reaction by Means of Erythrocytes Sensitized by Soluble O and Vi Antigens from Enterobacteriaceae », Annales de l'Institut Pasteur, Paris, vol. 83,‎ 1952, p. 62-70, avec S. Le Minor et J. Grabar.
- 1954 : (en) « Studies on Escherichia coli Isolated in Infantile Gastroenteritis I. Biochemical and Antigenic Properties », Ann. Inst. Pasteur, vol. 86,‎ 1954, p. 204-226, avec P. Nicolle et R. Buttiaux.
- 1954 : (en) « Studies of Escherichia coli Isolated in Infantile Gastroenteritis. II. Sensitivity to Antibiotics », Ann. Inst. Pasteur, vol. 87,‎ 1954, p. 175-184, avec Y. Chabbert, S. Le Minor et P. Nicolle.
- 1956 : (en) « Epidemiologic Research on Gastroenteritis Due to Escherichia coli in a Hospital in Northern France », Archives des maladies de l'appareil digestif et de la nutrition, vol. 45,‎ 1956, p. 225-247, avec R. Buttiaux, B. Gaudier, S. Le Minor et P. Nicolle.
- 1957 : (en) « Simple Methods of Demonstration of Lysine Decarboxylase and Tryptophan Desaminase on Media for Rapid Differentiation of Enterobacteriaceae », Ann. Inst. Pasteur, vol. 92,‎ 1957, p. 551-554, avec P. Thibault.
- 1958 : (en) « Concept of Salmonella Species », Ann. Inst. Pasteur, vol. 94,‎ 1958, p. 207-212.
- 1961 : « Activités du Centre français des Salmonella de l'Institut Pasteur », Revue d'hygiène et de médecine sociale, vol. 9,‎ 1961, p. 446-469, avec S. Le Minor.
- 1962 : (en) « Research on Beta-galactosidase in Various Pasteurellae and Its Implications for Their Taxonomy », Ann. Inst. Pasteur, vol. 102,‎ 1962, p. 649-652, avec H. Mollaret.
- 1966 : « Étude sérologique des facteurs O: 27 des Salmonella », Ann. Inst. Pasteur (Paris), vol. 110, no 6,‎ juin 1966, p. 834-848 (ISSN 0020-2444), avec Anne-Marie Staub.
- 1969 : (en) « Study by Transduction on Nitrate-, Tetrathionate-, and Thiosulfate-reductases of Salmonella typhimurium », Ann. Inst. Pasteur, vol. 117,‎ 1969, p. 637-644, avec M. Piéchaud, F. Pichinoty et C. Coynault.
- 1972 : (en) « Nomenclature of Salmonella », Ann. Inst. Pasteur, vol. 119,‎ 1972, p. 206-210, avec R. Rohde et J. Taylor.
- 1972 : « Étude d'un plasmide transférable déterminant la production d'H2S et la résistance à la tétracycline chez Escherichia coli », Ann. Inst. Pasteur, vol. 123,‎ 1972, p. 743-754, avec G. H. Stoleru, G. R. Gerbaud et D. H. Bouanchaud.
- 1974 : « Rôle de différents plasmides dans la détermination de l’entéropathogénicité d’Escherichia coli », Archives françaises de pédiatrie, vol. 31,‎ 1974, p. 705-715.
- 1975 : (en) « Occurrence of the Bacteriophage Lambda Receptor in Some Enterobacteriaceae », Journal de virologie, vol. 15,‎ 1975, p. 679-685, avec M. Schwartz.
- 1980 : (en) « Evolution of the Problem of Salmonellosis Worldwide », Bulletin de l'Académie nationale de médecine, vol. 164,‎ 1980, p. 524-527.
- 1981 : « Origine et fréquence des sérotypes de Salmonella isolées en France et reçues au Centre national français pendant les années 1977-1979 », Revue d’épidémiologie et de santé publique, vol. 29,‎ 1981, p. 45-55, avec S. Le Minor.
- 1982 : « Taxonomie des Salmonella », Annales de microbiologie, vol. 133,‎ 1982, p. 223-243, avec M. Véron et M. Popoff.
- 1988 : (en) « Typing of Salmonella Species », European Journal of Clinical Microbiology and Infectious Diseases, vol. 7,‎ 1988, p. 214-218.
- 1989 : « La Génétique des Salmonella », Bull. Acad. nat. méd., vol. 173,‎ 1989, p. 329-332.

### Thèse
- Recherches sur la conversion bactériophagique de caractères antigéniques des Salmonella (thèse de doctorat en sciences naturelles de l'université de Paris, 1965, no 5336), Paris, Association générale des étudiants en médecine de Paris, s.d. (OCLC 460213682, BNF 33076381).

### Ouvrages
- Le Diagnostic de laboratoire des bacilles à gram négatif : Entérobactéries, Saint-Mandé, éditions de la Tourelle, coll. « Techniques de base », 1972, 4e éd. (1re éd. 1959).
- Bactériologie médicale, Paris, Flammarion, coll. « Médecine sciences publications », 1989 (ISBN 2-257-12418-9), avec Michel Véron.
- Méthodes de laboratoire pour l'identification des entérobactéries, Paris, Institut Pasteur, 1993 (ISBN 2-901320-12-0), avec Claude Richard.
- La Veille microbiologique, Paris, Elsevier / Masson, coll. « Annales de l'Institut Pasteur / Actualités », novembre 2001 (ISBN 2-84299-319-5 et 978-2-84299-319-1, ISSN 1621-3459), éd., avec Georges N. Cohen et Christian Mathiot.

### Participations
- Bergey's Manual of Determinative Bacteriology.
- Methods in Bactériology.
- The Procariotes.